# Dombeya acutangula
Dombeya acutangula är en malvaväxtart. Dombeya acutangula ingår i släktet Dombeya och familjen malvaväxter.

## Underarter
Arten delas in i följande underarter:
- D. a. acutangula
- D. a. rosea
- D. a. palmata

## Bildgalleri

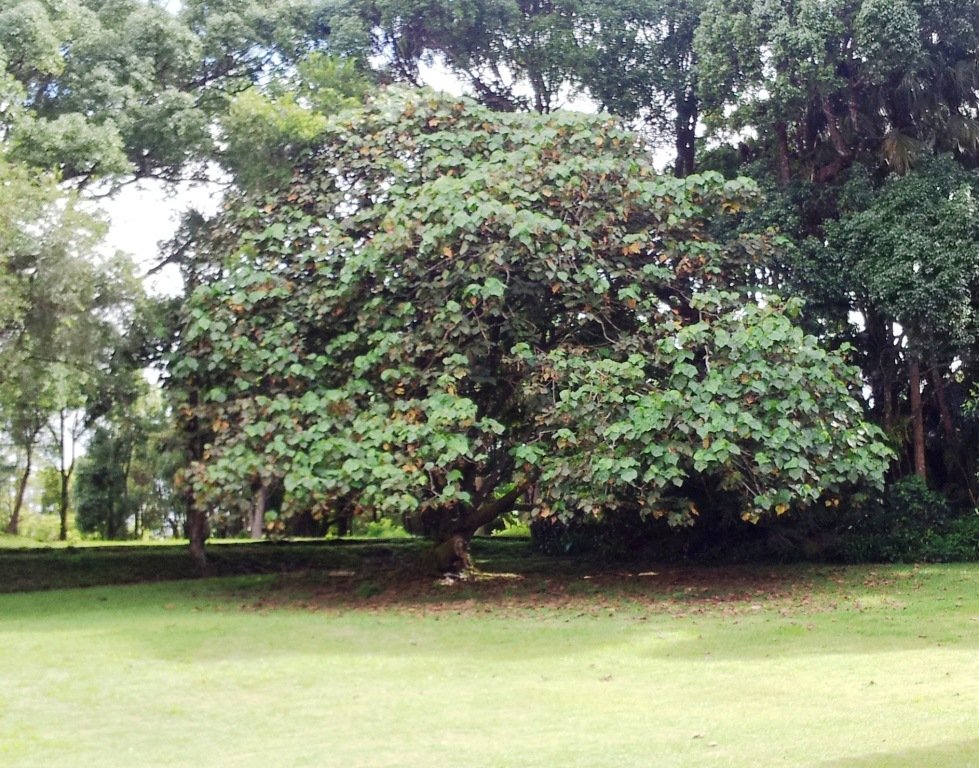
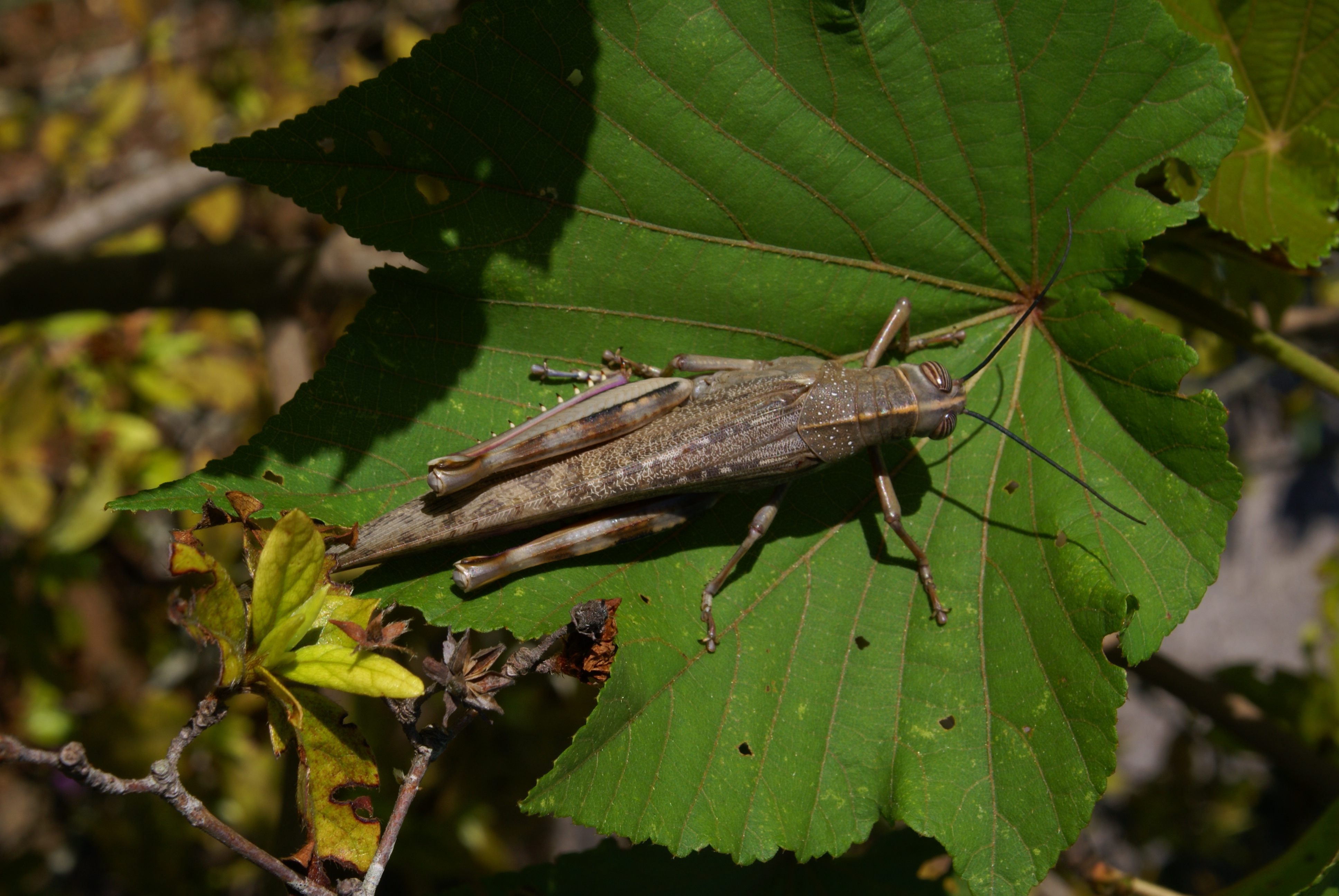
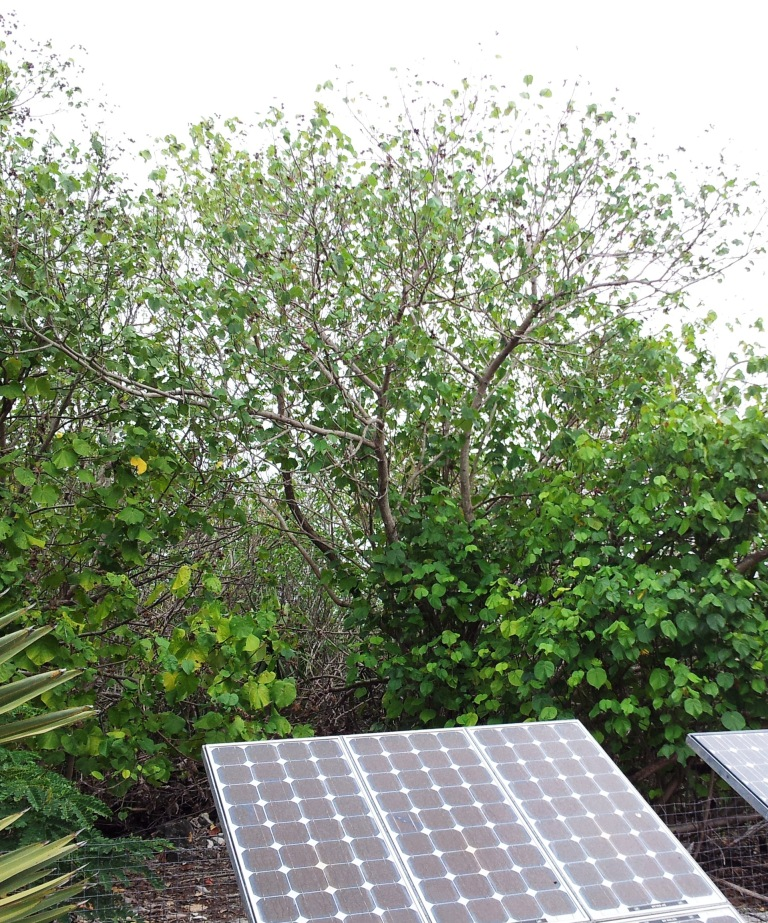
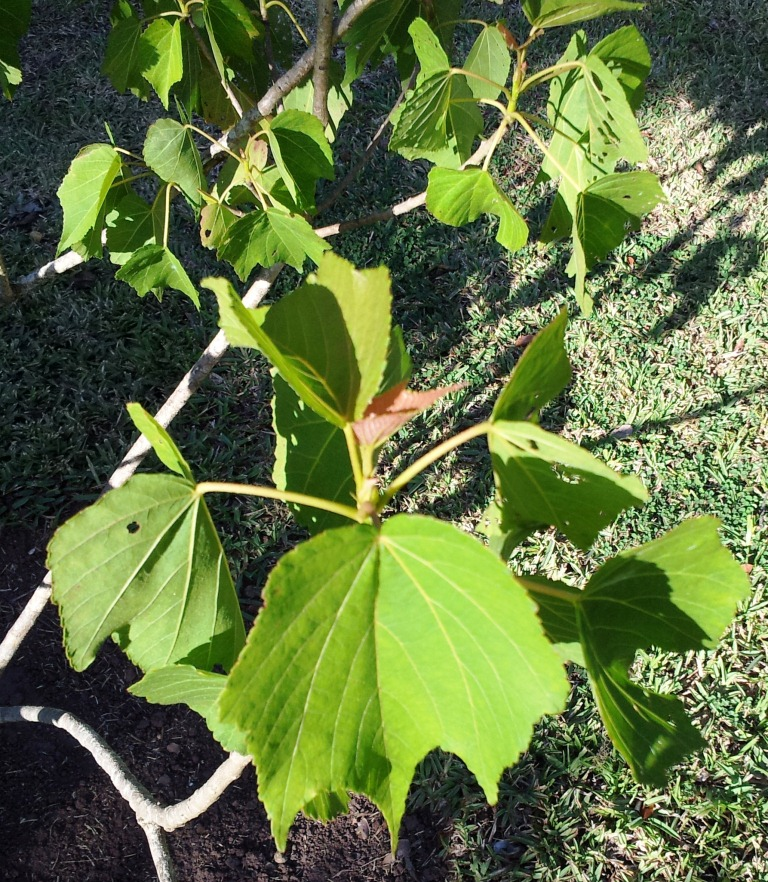
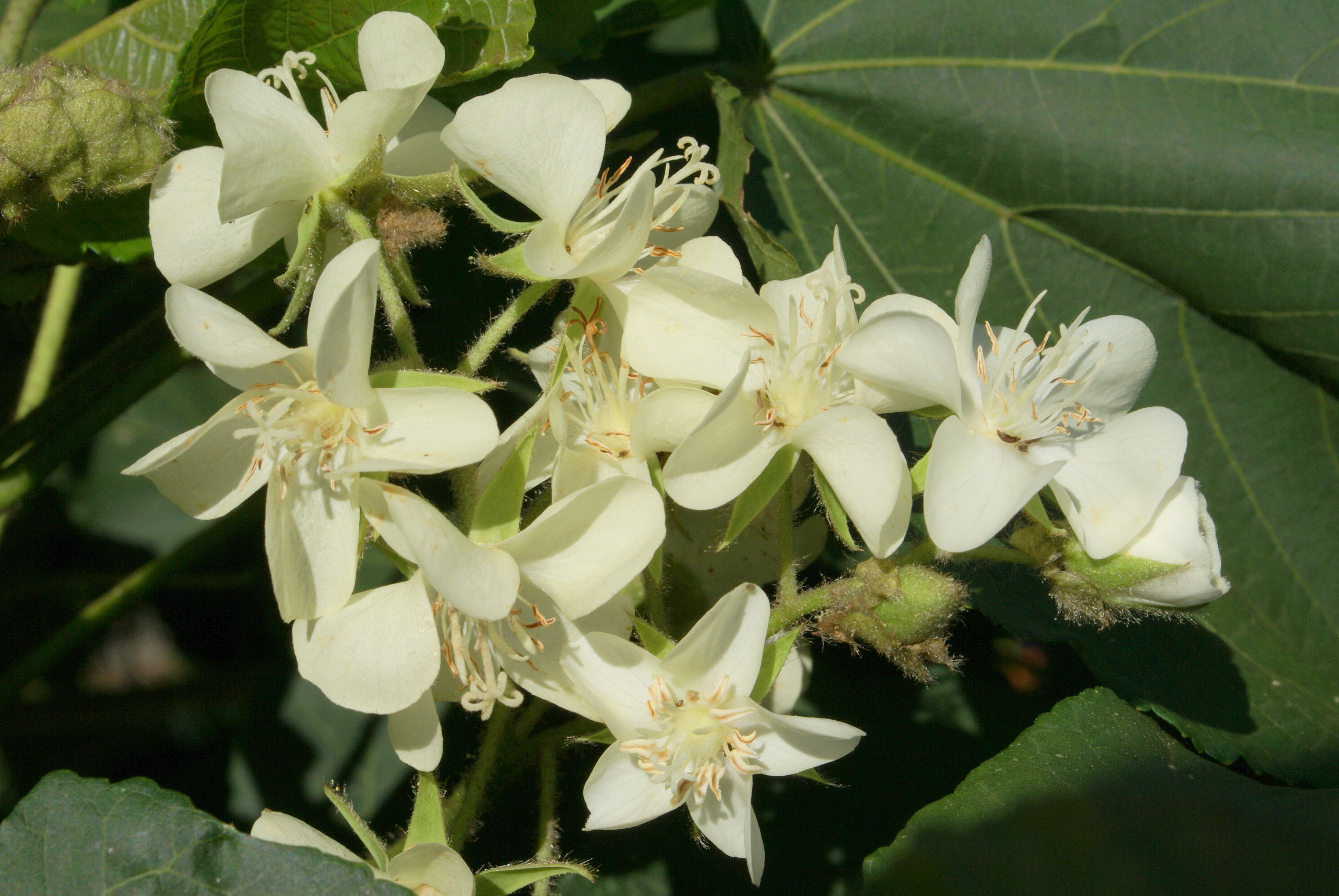
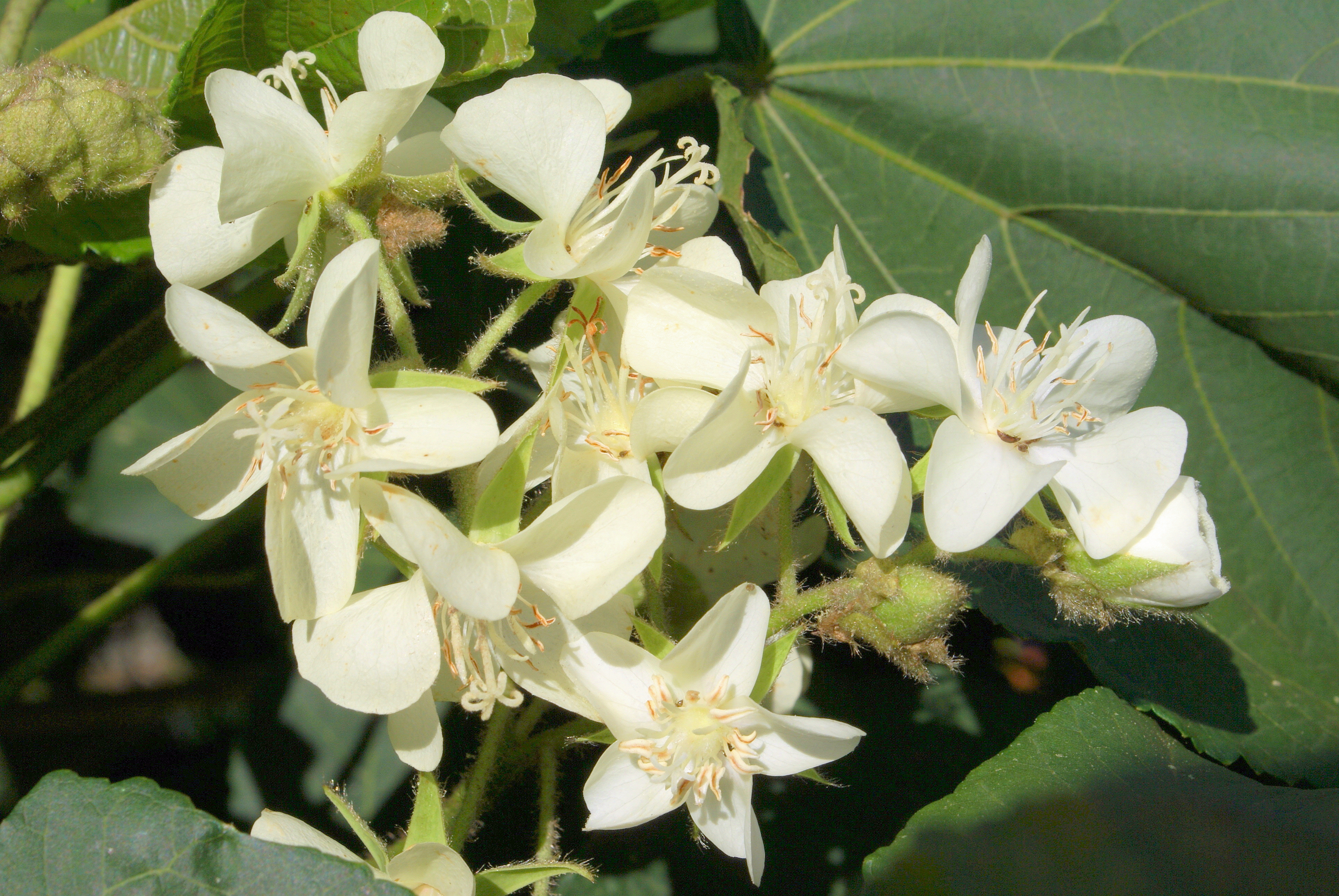